# Caniçal
Caniçal is een dorpje en plaats (freguesia) in de Portugese gemeente Machico en telt 3.924 inwoners (2011). De plaats ligt aan de oostelijke tip van het eiland Madeira.
Het dorpje werd een freguesia bij stichting op 5 september 1489. Beschermheilige is Sint-Sebastiaan. In de 18e eeuw werd een fort gebouwd bij het dorp, om de vissersgemeenschap te beschermen tegen veelvuldige aanvallen vanuit Barbarije.
Het kustplaatsje ligt in het uiterste oosten van Madeira. Ten oosten van de dorpskern ligt het schiereiland Ponta de São Lourenço en in het verlengde daarvan het eiland Ilhéu do Farol waarop zich de Farol da Ponta de São Lourenço bevindt, een vuurtoren waarnaar het eilandje is genoemd.
De haven van het dorp is de belangrijkste vrachthaven van het eiland, eens te meer na het weren van alle vrachtvervoer uit de haven van Funchal in 2007. In de freguesia liggen meerdere bedrijfsterreinen.
De bevolking van het kustplaatsje steeg in de 19e, 20e en 21e eeuw tot 3.924 inwoners bij de census van 2011. In dat jaar was ook nog steeds minder dan 10% van de bevolking ouder dan 65. Van de freguesias op Madeira is Caniçal een van de weinige met een nog steeds stijgend bevolkingsaantal, en zonder de op het eiland veelvuldige piek in de cijfers in het midden van de 20e eeuw.